# Barøya
Barøya es una isla deshabitada en el municipio de Ballangen en la provincia de Nordland, condado de Nordland, Noruega. La isla de 13 kilómetros cuadrados se encuentra en Ofotfjorden, cerca de la entrada al Efjorden.  El pueblo de Lødingen se encuentra a 7 km al norte de la isla. El faro de Barøy se encuentra en la parte noroeste de la isla. El punto más alto de la isla es el monte Sørfjellet  con 299 m.